# Ponce de Villemur
Ponce de Villemur ou Pons de Villemur, mort en 1368, est un prélat français du XIVe siècle, évêque de Couserans, à Saint-Lizier, dans l'actuelle Ariège. Sa date de naissance est inconnue.

## Biographie
Il est abbé bénédictin de Saint-Antoine-et-Saint-Pierre de Lézat dans l'actuelle Ariège, de 1316 à 1362. Cette abbaye dépendante de Cluny a connu un rayonnement régional important.
En 1325, le pape Jean XXII lui confie la mission d'accorder les chanoines de Toulouse et les curés des diocèses voisins de Mirepoix et de Saint-Papoul quant aux redevances dues au prévôt de Saint-Étienne. Envoyé par le Pape à Saint-Lizier (diocèse de Couserans) en 1362 pour y rétablir la paix dans le clergé, Pons en est élu malgré lui l'évêque le 10 décembre 1362. Il réforme la discipline ecclésiastique dans son diocèse de Couserans, assiste par procureur en 1368 au concile provincial de Lavaur et meurt en cette même année.
En 1368, il se fait préparer un tombeau dans la chapelle de Saint-Benoît (aujourd'hui disparue) de l'abbatiale de Lézat, où il est inhumé.